# 无洞贝目
无洞贝目（學名：Atrypida）是腕足动物门小嘴貝綱的一個已滅絕目，於早古生代奥陶纪中奥陶世開始出現，繁盛于志留纪和泥盆纪，生存至泥盆纪晚泥盆世（泥盆紀後期滅絕事件）。

## 概述
有發達的肉莖。外殼有闊有窄，大多數皆有兩面凸出的外殼。它是腕足动物當中最早出現的螺旋-觸手冠動物(the spiral-lophophorate brachiopods)物種。在1952年及1965年的分類中，無洞貝目跟無窗貝目（Athyridida）、石燕貝目（Spiriferida）以及準石燕貝目（Spiriferinida）這四個目本來被歸類成為較大的「石燕貝目」以下的四個亞目，因為這四個分類的物種皆有螺旋-觸手冠特色。現時認為該共同特徵只是趨同演化的結果。

## 分類
以下為无洞贝目的下屬分類：
- 亞目 Anazygidina 
  - 超科 Anazygoidea
- 無洞貝亞目 Atrypidina
  - 無洞貝超科 Atrypoidea
  - 超科 Punctarypoidea
- 亞目 Davidsoniidina
  - 超科 Davidsonioidea
  - 超科 Palaferelloidea
- 亞目 Lissatrypidina
  - 超科 Glassioidea
  - 超科 Lissatrypoidea
  - 初軛貝超科 Protozygoidea

## 延伸閱讀
- Moore, R.C.; Lalicker, C.G., and Fischer, A.G. . McGraw-Hill College. June 1952. ISBN 0-07-043020-9.